# Гей, Клодин
Клодин Гей — политолог и профессор государственного управления африканских и афроамериканских исследований Уилбура А. Коуэтта в Гарварде, декан Гарвардского факультета искусств и наук семьи Эджерли, а также вице-президент Ассоциации политологов Среднего Запада.
15 декабря 2022 года Гарвардский университет опубликовал объявление, в котором представил Клодин Гей как следующего, тридцатого, президента университета. Она приступила к работе 1 июля 2023 года и стала первым чернокожим президентом в истории университета.
2 января 2024 года Гей подала в отставку.

## Биография и образование
Клодин Гей родилась 4 августа 1970 года и росла в семье иммигрантов из Гаити обосновавшихся в США. Ее родители познакомились ещё в студенческие годы в Нью-Йорке, когда её мать проходила обучение сестринскому делу, а отец обучался инженерному делу. У Гей есть двоюродная сестра, писательница, Роксана Гей .
Большую часть своего детства Гей провела в Нью-Йорке, а затем переехала с семьей в Саудовскую Аравию, где её отец работал в Инженерном корпусе армии США, а мать работала медсестрой.
Образование Гей получила в Академии Филлипса в Эксетере, а затем посвятила себя изучению экономики в Стэнфордском университете, где и получила премию Анны Лауры Майерс за лучшую студенческую диссертацию в сфере экономики в 1992 году. В 1998 году Гей получила докторскую степень в области государственного управления в Гарвардском университете, а также за лучшую диссертацию по политологии ей была присвоена премия Топпана.

## Карьера
Карьера Гей началась в 2000 году в качестве ассистента профессора в Стэнфордском университете на факультете политологии, где она проработала 5 лет до 2005 года. После чего она год проработала на том же факультете в качестве адъюнкт-профессора. В 2003—2004 учебном году Гей была научным сотрудником Центра перспективных исследований в области поведенческих наук. Благодаря её трудам в 2006 году Гей была принята на работу в Гарвард, где её назначили в качестве профессора государственного управления, а в 2007 году её дополнительно назначили профессором африканских и афроамериканских исследований. В 2015 году Клодин Гей заслужено получила звание декана социальных наук Гарвардского университета. В июле 2018 года она была избрана главой Сообщества Эджерли на Факультете Искусств и Наук Гарвардского Университета, и вступила в должность 15 августа.
Исследовательская работа Гей рассматривает политическое поведение американцев, в том числе активность избирателей, политику расовой и культурной идентичности.
Клодин Гей занимает должность вице-президента Ассоциации политических наук Среднего Запада .
В 2018—2019 годах была опубликована новость о неподобающем поведении профессора экономики Роланда Фрайера работающего в Гарварде, где его обвиняли в неприемлемом сексуальном поведении с одним его помощником и еще несколькими его сотрудниками. Для принятия решения о том как поступить с Фрайером, Клодин Гей как декан, созвала комитет из шести штатных преподавателей, которые решили отстранить Роланда от должности профессора экономики.
15 декабря 2022 года Клодин Гей была избрана новым, тридцатым, президентом Гарвардского университета и станет первым чернокожим президентом в истории университета. Её полномочия вступили в силу с 1 июля 2023 года, вскоре после решения Верховного суда США о том, действовали ли Гарвардский университет и Университет Северной Каролины в соответствии с Конституцией, при практике выбора студентов не опираясь на расу, среди других критериев отбора.
После нападения ХАМАС на Израиль в октябре 2023 года Гей подверглась критике со стороны многих людей, в том числе бывшего президента Гарварда Ларри Саммерса, за неспособность адекватно осудить нападения. После этого на слушаниях в Конгрессе её также допросила окончившая Гарвард конгрессвумен Элизабет Стефаник по поводу неспособности Гей классифицировать антисемитские демонстрации как преследование.
В 2023 году Гей была уличена в плагиате при подготовке своей диссертации.

## Работы
- 1998, совместно с Кэтрин Тейт. «Двойная граница: влияние пола и расы на политику чернокожих женщин». Политическая психология 19 (1).
- 2001. «Влияние черного представительства в Конгрессе на политическое участие». Обзор американской политической науки 95 (3).
- 2001. Влияние округов меньшинств и представительства меньшинств на политическое участие в Калифорнии. Сан-Франциско: Калифорнийский институт государственной политики .
- 2002. «Спирали доверия? Влияние описательного представления на отношения между гражданами и их правительством». Американский журнал политических наук 46 (4).
- 2004. «Помещение расы в контекст: определение экологических детерминант расовых взглядов чернокожих». Обзор американской политической науки 98 (4).
- 2006. «Видеть разницу: влияние экономического неравенства на отношение чернокожих к латиноамериканцам». Американский журнал политических наук 50 (4) : 997.
- 2007. «Законодательство без ограничений: влияние распределения меньшинств по округам на реакцию законодателей на предпочтения избирателей». Журнал политики 69 (2) : 456.
- 2012. «Движение к возможностям: политические последствия эксперимента по мобильности жилья». Обзор городских дел 48 (2) : 147—179.
- 2013, изд. с Жаклин Чаттопадхай, Дженнифер Хохшильд, Майклом Джонсом-Корреа. Посторонних больше нет? Модели иммигрантской политической инкорпорации (Издательство Оксфордского университета, 2013).
- 2014. «Знание имеет значение: политическое перекрестное давление и приверженность чернокожих». Политическое поведение 36 : 99-124.